# Campionato europeo femminile di pallavolo 2019
Il campionato europeo femminile di pallavolo 2019 si è svolto dal 23 agosto all'8 settembre 2019 ad Ankara, in Turchia, a Łódź, in Polonia, a Budapest, in Ungheria, e a Bratislava, in Slovacchia: al torneo hanno partecipato ventiquattro squadre nazionali europee e la vittoria finale è andata per la terza volta, la seconda consecutiva, alla Serbia.

## Qualificazioni
Al torneo hanno partecipato: le nazionali dei quattro paesi organizzatori, le prime otto nazionali classificate al campionato europeo 2017 (in questo caso si è qualificata la nona classificata in quanto la  Turchia, terza nella precedente edizione, è già qualificata come paese organizzatore) e dodici nazionali qualificate tramite il torneo di qualificazione.

## Impianti
|                                                                              |                                                                |                                                                                          |
|                                                                              |                                                                |                                                                                          |
| Ankara Arena Città: Ankara Capienza: 10 400 Anno d'apertura: 2010            | Atlas Arena Città: Łódź Capienza: 12 109 Anno d'apertura: 2009 | László Papp Budapest Sports Arena Città: Budapest Capienza: 12 500 Anno d'apertura: 2003 |
|                                                                              |                                                                |                                                                                          |
| Ondrej Nepela Arena Città: Bratislava Capienza: 10 115 Anno d'apertura: 1940 |                                                                |                                                                                          |

## Regolamento

### Formula
Le squadre hanno disputato una prima fase a gironi con formula del girone all'italiana; al termine della prima fase le prime quattro classificate di ogni girone hanno acceduto alla fase finale, strutturata in ottavi di finale, quarti di finale, semifinali, finale per il terzo posto e finale.

### Criteri di classifica
Se il risultato finale è stato di 3-0 o 3-1 sono stati assegnati 3 punti alla squadra vincente e 0 a quella sconfitta, se il risultato finale è stato di 3-2 sono stati assegnati 2 punti alla squadra vincente e 1 a quella sconfitta.
L'ordine del posizionamento in classifica è stato definito in base a:
- Numero di partite vinte;
- Punti;
- Ratio dei set vinti/persi;
- Ratio dei punti realizzati/subiti;
- Risultati degli scontri diretti.

## Squadre partecipanti
| Squadra     | Qualificazione                            | Ultima partecipazione        |
| ----------- | ----------------------------------------- | ---------------------------- |
| Azerbaigian | 4ª al campionato europeo 2017             | / Azerbaigian e Georgia 2017 |
| Belgio      | 1ª al torneo di qualificazione (girone A) | / Azerbaigian e Georgia 2017 |
| Bielorussia | 7ª al campionato europeo 2017             | / Azerbaigian e Georgia 2017 |
| Bulgaria    | 9ª al campionato europeo 2017             | / Azerbaigian e Georgia 2017 |
| Croazia     | 1ª al torneo di qualificazione (girone B) | / Azerbaigian e Georgia 2017 |
| Estonia     | 1ª al torneo di qualificazione (girone E) | Debutto                      |
| Finlandia   | 2ª al torneo di qualificazione (girone E) | Germania Ovest 1989          |
| Francia     | 1ª al torneo di qualificazione (girone D) | / Germania e Svizzera 2013   |
| Germania    | 8ª al campionato europeo 2017             | / Azerbaigian e Georgia 2017 |
| Grecia      | 1ª al torneo di qualificazione (girone C) | Bulgaria 2001                |
| Italia      | 5ª al campionato europeo 2017             | / Azerbaigian e Georgia 2017 |
| Paesi Bassi | 2ª al campionato europeo 2017             | / Azerbaigian e Georgia 2017 |
| Polonia     | Paese organizzatore                       | / Azerbaigian e Georgia 2017 |
| Portogallo  | 2ª al torneo di qualificazione (girone D) | Debutto                      |
| Romania     | 2ª al torneo di qualificazione (girone F) | / Paesi Bassi e Belgio 2015  |
| Russia      | 6ª al campionato europeo 2017             | / Azerbaigian e Georgia 2017 |
| Serbia      | 1ª al campionato europeo 2017             | / Azerbaigian e Georgia 2017 |
| Slovacchia  | Paese organizzatore                       | Polonia 2009                 |
| Slovenia    | 2ª al torneo di qualificazione (girone A) | / Paesi Bassi e Belgio 2015  |
| Spagna      | 1ª al torneo di qualificazione (girone F) | / Germania e Svizzera 2013   |
| Svizzera    | 2ª al torneo di qualificazione (girone B) | / Germania e Svizzera 2013   |
| Turchia     | Paese organizzatore                       | / Azerbaigian e Georgia 2017 |
| Ucraina     | 2ª al torneo di qualificazione (girone C) | / Azerbaigian e Georgia 2017 |
| Ungheria    | Paese organizzatore                       | / Azerbaigian e Georgia 2017 |

## Torneo

### Fase a gironi
I gironi sono stati sorteggiati il 23 gennaio 2019 nel Sepetçiler Kasrı a Istanbul.
| Girone A  | Girone B   | Girone C    | Girone D    |
| --------- | ---------- | ----------- | ----------- |
| Bulgaria  | Belgio     | Azerbaigian | Bielorussia |
| Finlandia | Italia     | Croazia     | Germania    |
| Francia   | Polonia    | Estonia     | Russia      |
| Grecia    | Portogallo | Paesi Bassi | Slovacchia  |
| Serbia    | Slovenia   | Romania     | Spagna      |
| Turchia   | Ucraina    | Ungheria    | Svizzera    |

#### Girone A

##### Risultati
| 23 agosto 2019 Ankara Arena, Ankara Durata: 1h:59 - Spettatori: 300    | Francia   | 3 - 2 | Bulgaria  | 25-20, 13-25, 25-15, 19-25, 15-13 |
| 23 agosto 2019 Ankara Arena, Ankara Durata: 1h:12 - Spettatori: 420    | Serbia    | 3 - 0 | Finlandia | 25-17, 25-15, 25-17               |
| 23 agosto 2019 Ankara Arena, Ankara Durata: 1h:10 - Spettatori: 6 700  | Turchia   | 3 - 0 | Grecia    | 25-21, 25-18, 25-8                |
| 24 agosto 2019 Ankara Arena, Ankara Durata: 1h:13 - Spettatori: 510    | Francia   | 0 - 3 | Grecia    | 12-25, 21-25, 21-25               |
| 24 agosto 2019 Ankara Arena, Ankara Durata: 2h:00 - Spettatori: 7 340  | Finlandia | 2 - 3 | Turchia   | 24-26, 15-25, 25-20, 25-21, 10-15 |
| 25 agosto 2019 Ankara Arena, Ankara Durata: 1h:38 - Spettatori: 600    | Bulgaria  | 1 - 3 | Serbia    | 25-16, 21-25, 20-25, 16-25        |
| 25 agosto 2019 Ankara Arena, Ankara Durata: 1h:46 - Spettatori: 450    | Grecia    | 3 - 1 | Finlandia | 26-24, 15-25, 25-21, 27-25        |
| 26 agosto 2019 Ankara Arena, Ankara Durata: 1h:34 - Spettatori: 400    | Francia   | 1 - 3 | Serbia    | 19-25, 13-25, 25-17, 23-25        |
| 26 agosto 2019 Ankara Arena, Ankara Durata: 1h:34 - Spettatori: 8 232  | Turchia   | 3 - 1 | Bulgaria  | 25-21, 25-11, 20-25, 25-18        |
| 27 agosto 2019 Ankara Arena, Ankara Durata: 1h:35 - Spettatori: 450    | Finlandia | 3 - 1 | Francia   | 25-21, 25-14, 22-25, 25-18        |
| 27 agosto 2019 Ankara Arena, Ankara Durata: 1h:14 - Spettatori: 368    | Grecia    | 0 - 3 | Bulgaria  | 22-25, 17-25, 17-25               |
| 28 agosto 2019 Ankara Arena, Ankara Durata: 1h:09 - Spettatori: 600    | Serbia    | 3 - 0 | Grecia    | 25-21, 25-17, 25-21               |
| 28 agosto 2019 Ankara Arena, Ankara Durata: 1h:20 - Spettatori: 10 500 | Francia   | 0 - 3 | Turchia   | 19-25, 19-25, 16-25               |
| 29 agosto 2019 Ankara Arena, Ankara Durata: 1h:11 - Spettatori: 350    | Bulgaria  | 3 - 0 | Finlandia | 25-14, 25-21, 25-19               |
| 29 agosto 2019 Ankara Arena, Ankara Durata: 1h:51 - Spettatori: 10 700 | Turchia   | 1 - 3 | Serbia    | 25-23, 19-25, 22-25, 22-25        |

##### Classifica
| Pos. | Squadra   | Pt | G | V | P | SV | SP | Ratio | PF  | PS  | Ratio |
| ---- | --------- | -- | - | - | - | -- | -- | ----- | --- | --- | ----- |
| 1.   | Serbia    | 15 | 5 | 5 | 0 | 15 | 3  | 5,000 | 431 | 358 | 1,204 |
| 2.   | Turchia   | 11 | 5 | 4 | 1 | 13 | 6  | 2,167 | 440 | 373 | 1,180 |
| 3.   | Bulgaria  | 7  | 5 | 2 | 3 | 10 | 9  | 1,111 | 405 | 393 | 1,031 |
| 4.   | Grecia    | 6  | 5 | 2 | 3 | 6  | 10 | 0,600 | 330 | 374 | 0,882 |
| 5.   | Finlandia | 4  | 5 | 1 | 4 | 6  | 13 | 0,462 | 394 | 428 | 0,921 |
| 6.   | Francia   | 2  | 5 | 1 | 4 | 5  | 14 | 0,357 | 363 | 437 | 0,831 |

      Qualificata agli ottavi di finale.

#### Girone B

##### Risultati
| 23 agosto 2019 Atlas Arena, Łódź Durata: 1h:13 - Spettatori: 280   | Belgio     | 3 - 0 | Ucraina    | 25-10, 25-19, 25-22               |
| 23 agosto 2019 Atlas Arena, Łódź Durata: 1h:02 - Spettatori: 1 170 | Italia     | 3 - 0 | Portogallo | 25-15, 25-14, 25-13               |
| 23 agosto 2019 Atlas Arena, Łódź Durata: 1h:21 - Spettatori: 5 400 | Polonia    | 3 - 0 | Slovenia   | 25-12, 25-22, 25-23               |
| 24 agosto 2019 Atlas Arena, Łódź Durata: 1h:11 - Spettatori: 2 450 | Belgio     | 3 - 0 | Slovenia   | 25-13, 25-21, 25-21               |
| 24 agosto 2019 Atlas Arena, Łódź Durata: 1h:05 - Spettatori: 7 830 | Portogallo | 0 - 3 | Polonia    | 14-25, 16-25, 11-25               |
| 25 agosto 2019 Atlas Arena, Łódź Durata: 1h:13 - Spettatori: 260   | Slovenia   | 3 - 0 | Portogallo | 25-21, 25-20, 25-9                |
| 25 agosto 2019 Atlas Arena, Łódź Durata: 1h:04 - Spettatori: 480   | Ucraina    | 0 - 3 | Italia     | 16-25, 18-25, 10-25               |
| 26 agosto 2019 Atlas Arena, Łódź Durata: 1h:17 - Spettatori: 1 350 | Italia     | 3 - 0 | Belgio     | 25-18, 25-21, 25-23               |
| 26 agosto 2019 Atlas Arena, Łódź Durata: 1h:44 - Spettatori: 4 380 | Polonia    | 3 - 1 | Ucraina    | 20-25, 25-11, 25-22, 25-15        |
| 27 agosto 2019 Atlas Arena, Łódź Durata: 1h:35 - Spettatori: 280   | Portogallo | 1 - 3 | Belgio     | 13-25, 26-24, 20-25, 11-25        |
| 27 agosto 2019 Atlas Arena, Łódź Durata: 1h:13 - Spettatori: 380   | Italia     | 3 - 0 | Slovenia   | 27-25, 25-8, 25-17                |
| 28 agosto 2019 Atlas Arena, Łódź Durata: 2h:18 - Spettatori: 6 780 | Belgio     | 3 - 2 | Polonia    | 20-25, 27-25, 20-25, 25-21, 17-15 |
| 28 agosto 2019 Atlas Arena, Łódź Durata: 2h:01 - Spettatori: 380   | Ucraina    | 2 - 3 | Slovenia   | 25-22, 21-25, 25-18, 21-25, 8-15  |
| 29 agosto 2019 Atlas Arena, Łódź Durata: 1h:11 - Spettatori: 720   | Portogallo | 0 - 3 | Ucraina    | 22-25, 15-25, 20-25               |
| 29 agosto 2019 Atlas Arena, Łódź Durata: 1h:57 - Spettatori: 8 710 | Polonia    | 3 - 2 | Italia     | 25-14, 19-25, 13-25, 25-21, 15-12 |

##### Classifica
| Pos. | Squadra    | Pt | G | V | P | SV | SP | Ratio | PF  | PS  | Ratio |
| ---- | ---------- | -- | - | - | - | -- | -- | ----- | --- | --- | ----- |
| 1.   | Italia     | 13 | 5 | 4 | 1 | 14 | 3  | 4,667 | 399 | 295 | 1,353 |
| 2.   | Polonia    | 12 | 5 | 4 | 1 | 14 | 6  | 2,333 | 453 | 377 | 1,202 |
| 3.   | Belgio     | 11 | 5 | 4 | 1 | 12 | 6  | 2,000 | 420 | 361 | 1,163 |
| 4.   | Slovenia   | 5  | 5 | 2 | 3 | 6  | 11 | 0,545 | 341 | 377 | 0,905 |
| 5.   | Ucraina    | 4  | 5 | 1 | 4 | 6  | 12 | 0,500 | 343 | 407 | 0,843 |
| 6.   | Portogallo | 0  | 5 | 0 | 5 | 1  | 15 | 0,067 | 260 | 399 | 0,652 |

      Qualificata agli ottavi di finale.

#### Girone C

##### Risultati
| 23 agosto 2019 László Papp Sports Arena, Budapest Durata: 2h:13 - Spettatori: 600   | Croazia     | 2 - 3 | Azerbaigian | 13-25, 25-20, 25-22, 24-26, 15-17 |
| 23 agosto 2019 László Papp Sports Arena, Budapest Durata: 1h:07 - Spettatori: 1 000 | Paesi Bassi | 3 - 0 | Romania     | 25-21, 25-18, 25-9                |
| 23 agosto 2019 László Papp Sports Arena, Budapest Durata: 1h:06 - Spettatori: 2 300 | Ungheria    | 3 - 0 | Estonia     | 25-15, 25-17, 25-15               |
| 24 agosto 2019 László Papp Sports Arena, Budapest Durata: 1h:46 - Spettatori: 1 500 | Estonia     | 1 - 3 | Croazia     | 18-25, 17-25, 28-26, 12-25        |
| 24 agosto 2019 László Papp Sports Arena, Budapest Durata: 2h:04 - Spettatori: 3 000 | Romania     | 3 - 1 | Ungheria    | 25-23, 21-25, 26-24, 25-22        |
| 25 agosto 2019 László Papp Sports Arena, Budapest Durata: 1h:18 - Spettatori: 500   | Azerbaigian | 0 - 3 | Paesi Bassi | 15-25, 23-25, 23-25               |
| 25 agosto 2019 László Papp Sports Arena, Budapest Durata: 2h:00 - Spettatori: 600   | Estonia     | 1 - 3 | Romania     | 23-25, 32-30, 19-25, 21-25        |
| 26 agosto 2019 László Papp Sports Arena, Budapest Durata: 1h:10 - Spettatori: 700   | Paesi Bassi | 3 - 0 | Croazia     | 25-16, 25-18, 25-23               |
| 26 agosto 2019 László Papp Sports Arena, Budapest Durata: 1h:14 - Spettatori: 2 500 | Ungheria    | 0 - 3 | Azerbaigian | 21-25, 15-25, 22-25               |
| 27 agosto 2019 László Papp Sports Arena, Budapest Durata: 1h:00 - Spettatori: 300   | Paesi Bassi | 3 - 0 | Estonia     | 25-18, 25-12, 25-10               |
| 27 agosto 2019 László Papp Sports Arena, Budapest Durata: 1h:43 - Spettatori: 500   | Romania     | 1 - 3 | Croazia     | 21-25, 25-23, 18-25, 22-25        |
| 28 agosto 2019 László Papp Sports Arena, Budapest Durata: 2h:04 - Spettatori: 900   | Azerbaigian | 3 - 2 | Estonia     | 25-20, 18-25, 25-22, 22-25, 15-11 |
| 28 agosto 2019 László Papp Sports Arena, Budapest Durata: 1h:37 - Spettatori: 3 600 | Croazia     | 3 - 0 | Ungheria    | 25-20, 25-23, 35-33               |
| 29 agosto 2019 László Papp Sports Arena, Budapest Durata: 1h:06 - Spettatori: 700   | Romania     | 0 - 3 | Azerbaigian | 15-25, 14-25, 21-25               |
| 29 agosto 2019 László Papp Sports Arena, Budapest Durata: 1h:12 - Spettatori: 2 700 | Ungheria    | 0 - 3 | Paesi Bassi | 17-25, 13-25, 15-25               |

##### Classifica
| Pos. | Squadra     | Pt | G | V | P | SV | SP | Ratio | PF  | PS  | Ratio |
| ---- | ----------- | -- | - | - | - | -- | -- | ----- | --- | --- | ----- |
| 1.   | Paesi Bassi | 15 | 5 | 5 | 0 | 15 | 0  | MAX   | 375 | 251 | 1,494 |
| 2.   | Azerbaigian | 10 | 5 | 4 | 1 | 12 | 7  | 1,714 | 426 | 388 | 1,098 |
| 3.   | Croazia     | 10 | 5 | 3 | 2 | 11 | 8  | 1,375 | 443 | 422 | 1,050 |
| 4.   | Romania     | 6  | 5 | 2 | 3 | 7  | 11 | 0,636 | 386 | 437 | 0,883 |
| 5.   | Ungheria    | 3  | 5 | 1 | 4 | 4  | 12 | 0,333 | 348 | 379 | 0,918 |
| 6.   | Estonia     | 1  | 5 | 0 | 5 | 4  | 15 | 0,267 | 360 | 461 | 0,781 |

      Qualificata agli ottavi di finale.

#### Girone D

##### Risultati
| 23 agosto 2019 Ondrej Nepela Arena, Bratislava Durata: 1h:11 - Spettatori: 450   | Svizzera    | 0 - 3 | Germania    | 16-25, 19-25, 21-25               |
| 23 agosto 2019 Ondrej Nepela Arena, Bratislava Durata: 1h:23 - Spettatori: 1 650 | Bielorussia | 0 - 3 | Russia      | 24-26, 16-25, 22-25               |
| 23 agosto 2019 Ondrej Nepela Arena, Bratislava Durata: 1h:28 - Spettatori: 4 150 | Slovacchia  | 3 - 0 | Spagna      | 26-24, 29-27, 25-18               |
| 24 agosto 2019 Ondrej Nepela Arena, Bratislava Durata: 1h:52 - Spettatori: 1 250 | Germania    | 3 - 1 | Spagna      | 15-25, 25-19, 31-29, 25-18        |
| 24 agosto 2019 Ondrej Nepela Arena, Bratislava Durata: 1h:06 - Spettatori: 4 100 | Svizzera    | 0 - 3 | Slovacchia  | 20-25, 16-25, 22-25               |
| 25 agosto 2019 Ondrej Nepela Arena, Bratislava Durata: 1h:44 - Spettatori: 250   | Spagna      | 3 - 1 | Bielorussia | 25-22, 25-22, 15-25, 25-17        |
| 25 agosto 2019 Ondrej Nepela Arena, Bratislava Durata: 1h:13 - Spettatori: 350   | Russia      | 3 - 0 | Svizzera    | 28-26, 25-19, 25-9                |
| 26 agosto 2019 Ondrej Nepela Arena, Bratislava Durata: 2h:06 - Spettatori: 1 900 | Germania    | 3 - 2 | Russia      | 18-25, 25-21, 25-23, 14-25, 15-11 |
| 26 agosto 2019 Ondrej Nepela Arena, Bratislava Durata: 2h:11 - Spettatori: 4 851 | Slovacchia  | 3 - 2 | Bielorussia | 22-25, 22-25, 25-17, 25-18, 16-14 |
| 27 agosto 2019 Ondrej Nepela Arena, Bratislava Durata: 2h:02 - Spettatori: 1 050 | Spagna      | 3 - 2 | Svizzera    | 22-25, 21-25, 26-24, 25-22, 15-13 |
| 27 agosto 2019 Ondrej Nepela Arena, Bratislava Durata: 1h:52 - Spettatori: 5 250 | Germania    | 3 - 1 | Slovacchia  | 25-22, 26-28, 25-18, 25-21        |
| 28 agosto 2019 Ondrej Nepela Arena, Bratislava Durata: 1h:17 - Spettatori: 300   | Russia      | 3 - 0 | Spagna      | 25-15, 25-19, 25-22               |
| 28 agosto 2019 Ondrej Nepela Arena, Bratislava Durata: 1h:04 - Spettatori: 400   | Germania    | 3 - 0 | Bielorussia | 25-10, 25-15, 25-15               |
| 29 agosto 2019 Ondrej Nepela Arena, Bratislava Durata: 1h:06 - Spettatori: 5 730 | Slovacchia  | 0 - 3 | Russia      | 14-25, 9-25, 12-25                |
| 29 agosto 2019 Ondrej Nepela Arena, Bratislava Durata: 1h:43 - Spettatori: 2 900 | Svizzera    | 3 - 1 | Bielorussia | 19-25, 25-18, 29-27, 25-21        |

##### Classifica
| Pos. | Squadra     | Pt | G | V | P | SV | SP | Ratio | PF  | PS  | Ratio |
| ---- | ----------- | -- | - | - | - | -- | -- | ----- | --- | --- | ----- |
| 1.   | Germania    | 14 | 5 | 5 | 0 | 15 | 4  | 3,750 | 444 | 381 | 1,165 |
| 2.   | Russia      | 13 | 5 | 4 | 1 | 14 | 3  | 4,667 | 409 | 304 | 1,345 |
| 3.   | Slovacchia  | 8  | 5 | 3 | 2 | 10 | 8  | 1,250 | 389 | 402 | 0,968 |
| 4.   | Spagna      | 5  | 5 | 2 | 3 | 7  | 12 | 0,583 | 415 | 446 | 0,930 |
| 5.   | Svizzera    | 4  | 5 | 1 | 4 | 5  | 13 | 0,385 | 375 | 428 | 0,876 |
| 6.   | Bielorussia | 1  | 5 | 0 | 5 | 4  | 15 | 0,267 | 378 | 449 | 0,842 |

      Qualificata agli ottavi di finale.

### Fase finale
|  | Ottavi di finale | Ottavi di finale | Ottavi di finale |  |  | Quarti di finale | Quarti di finale | Quarti di finale |  |    | Semifinali | Semifinali | Semifinali |    |                 | Finale          | Finale          | Finale |
|  |                  |                  |                  |  |  |                  |                  |                  |  |    |            |            |            |    |                 |                 |                 |        |
|  | 1A               | Serbia           | 3                |  |  |                  |                  |                  |  |    |            |            |            |    |                 |                 |                 |        |
|  | 1A               | Serbia           | 3                |  |  |                  |                  |                  |  |    |            |            |            |    |                 |                 |                 |        |
|  | 4C               | Romania          | 0                |  |  | 1A               | Serbia           | 3                |  |    |            |            |            |    |                 |                 |                 |        |
|  | 4C               | Romania          | 0                |  |  | 1A               | Serbia           | 3                |  |    |            |            |            |    |                 |                 |                 |        |
|  | 2C               | Azerbaigian      | 0                |  |  | 3A               | Bulgaria         | 0                |  |    |            |            |            |    |                 |                 |                 |        |
|  | 2C               | Azerbaigian      | 0                |  |  | 3A               | Bulgaria         | 0                |  |    |            |            |            |    |                 |                 |                 |        |
|  | 3A               | Bulgaria         | 3                |  |  |                  |                  |                  |  | 1A | Serbia     | 3          |            |    |                 |                 |                 |        |
|  | 3A               | Bulgaria         | 3                |  |  |                  |                  |                  |  | 1A | Serbia     | 3          |            |    |                 |                 |                 |        |
|  | 1B               | Italia           | 3                |  |  |                  |                  |                  |  |    | 1B         | Italia     | 1          |    |                 |                 |                 |        |
|  | 1B               | Italia           | 3                |  |  |                  |                  |                  |  |    | 1B         | Italia     | 1          |    |                 |                 |                 |        |
|  | 3D               | Slovacchia       | 0                |  |  | 1B               | Italia           | 3                |  |    |            |            |            |    |                 |                 |                 |        |
|  | 3D               | Slovacchia       | 0                |  |  |                  |                  | 3                |  |    |            |            |            |    |                 |                 |                 |        |
|  | 2D               | Russia           | 3                |  |  | 2D               | Russia           | 1                |  |    |            |            |            |    |                 |                 |                 |        |
|  | 2D               | Russia           | 3                |  |  |                  |                  |                  |  |    |            |            |            |    |                 |                 |                 |        |
|  | 3B               | Belgio           | 1                |  |  |                  |                  |                  |  |    |            |            |            |    | 1A              | Serbia          | 3               |        |
|  | 3B               | Belgio           | 1                |  |  |                  |                  |                  |  |    |            |            |            |    | 1A              | Serbia          | 3               |        |
|  | 2A               | Turchia          | 3                |  |  |                  |                  |                  |  |    |            |            |            |    |                 | 2A              | Turchia         | 2      |
|  | 2A               | Turchia          | 3                |  |  |                  |                  |                  |  |    |            |            |            |    |                 | 2A              | Turchia         | 2      |
|  | 3C               | Croazia          | 2                |  |  | 2A               | Turchia          | 3                |  |    |            |            |            |    |                 |                 |                 |        |
|  | 3C               | Croazia          | 2                |  |  |                  |                  |                  |  |    |            |            |            |    |                 |                 |                 |        |
|  | 1C               | Paesi Bassi      | 3                |  |  | 1C               | Paesi Bassi      | 0                |  |    |            |            |            |    | Finale 3° posto | Finale 3° posto | Finale 3° posto |        |
|  | 1C               | Paesi Bassi      | 3                |  |  |                  |                  | 0                |  |    |            |            |            |    |                 |                 |                 |        |
|  | 4A               | Grecia           | 0                |  |  |                  |                  |                  |  | 2A | Turchia    | 3          |            | 1B | Italia          | 3               |                 |        |
|  | 4A               | Grecia           | 0                |  |  |                  |                  |                  |  | 2A | Turchia    | 3          |            | 1B | Italia          | 3               |                 |        |
|  | 2B               | Polonia          | 3                |  |  |                  |                  |                  |  |    | 2B         | Polonia    | 1          |    |                 | 2B              | Polonia         | 0      |
|  | 2B               | Polonia          | 3                |  |  |                  |                  |                  |  |    | 2B         | Polonia    | 1          |    |                 | 2B              | Polonia         | 0      |
|  | 4D               | Spagna           | 0                |  |  | 2B               | Polonia          | 3                |  |    |            |            |            |    |                 |                 |                 |        |
|  | 4D               | Spagna           | 0                |  |  | 2B               | Polonia          | 3                |  |    |            |            |            |    |                 |                 |                 |        |
|  | 1D               | Germania         | 3                |  |  | 1D               | Germania         | 2                |  |    |            |            |            |    |                 |                 |                 |        |
|  | 1D               | Germania         | 3                |  |  | 1D               | Germania         | 2                |  |    |            |            |            |    |                 |                 |                 |        |
|  | 4B               | Slovenia         | 0                |  |  |                  |                  |                  |  |    |            |            |            |    |                 |                 |                 |        |
|  | 4B               | Slovenia         | 0                |  |  |                  |                  |                  |  |    |            |            |            |    |                 |                 |                 |        |

#### Ottavi di finale
| 1º settembre 2019 Ondrej Nepela Arena, Bratislava Durata: 1h:43 - Spettatori: 2 100    | Russia      | 3 - 1 | Belgio     | 25-22, 25-15, 21-25, 25-22        |
| 1º settembre 2019 László Papp Sports Arena, Budapest Durata: 1h:18 - Spettatori: 800   | Paesi Bassi | 3 - 0 | Grecia     | 25-21, 25-23, 25-12               |
| 1º settembre 2019 Ankara Arena, Ankara Durata: 1h:11 - Spettatori: 1 000               | Serbia      | 3 - 0 | Romania    | 25-20, 25-17, 25-23               |
| 1º settembre 2019 Atlas Arena, Łódź Durata: 1h:13 - Spettatori: 2 520                  | Germania    | 3 - 0 | Slovenia   | 25-21, 25-15, 25-20               |
| 1º settembre 2019 Ondrej Nepela Arena, Bratislava Durata: 1h:22 - Spettatori: 6 430    | Italia      | 3 - 0 | Slovacchia | 25-20, 25-23, 25-20               |
| 1º settembre 2019 László Papp Sports Arena, Budapest Durata: 1h:11 - Spettatori: 1 000 | Azerbaigian | 0 - 3 | Bulgaria   | 12-25, 16-25, 23-25               |
| 1º settembre 2019 Ankara Arena, Ankara Durata: 2h:13 - Spettatori: 8 130               | Turchia     | 3 - 2 | Croazia    | 26-24, 18-25, 31-33, 25-22, 16-14 |
| 1º settembre 2019 Atlas Arena, Łódź Durata: 1h:16 - Spettatori: 8 750                  | Polonia     | 3 - 0 | Spagna     | 25-20, 25-20, 25-19               |

#### Quarti di finale
| 4 settembre 2019 Ankara Arena, Ankara Durata: 1h:17 - Spettatori: 600    | Serbia  | 3 - 0 | Bulgaria    | 25-19, 25-18, 28-26               |
| 4 settembre 2019 Atlas Arena, Łódź Durata: 2h:03 - Spettatori: 3 520     | Italia  | 3 - 1 | Russia      | 25-27, 25-22, 27-25, 25-21        |
| 4 settembre 2019 Ankara Arena, Ankara Durata: 1h:18 - Spettatori: 12 000 | Turchia | 3 - 0 | Paesi Bassi | 25-20, 25-22, 25-20               |
| 4 settembre 2019 Atlas Arena, Łódź Durata: 2h:00 - Spettatori: 9 390     | Polonia | 3 - 2 | Germania    | 22-25, 25-16, 25-19, 17-25, 15-11 |

#### Semifinali
| 7 settembre 2019 Ankara Arena, Ankara Durata: 1h:42 - Spettatori: 4 285  | Serbia  | 3 - 1 | Italia  | 25-22, 25-21, 21-25, 25-20 |
| 7 settembre 2019 Ankara Arena, Ankara Durata: 1h:33 - Spettatori: 12 000 | Turchia | 3 - 1 | Polonia | 25-17, 25-16, 14-25, 25-18 |

#### Finale 3º posto
| 8 settembre 2019 Ankara Arena, Ankara Durata: 1h:34 - Spettatori: 4 000 | Italia | 3 - 0 | Polonia | 25-23, 25-20, 26-24 |

#### Finale
| 8 settembre 2019 Ankara Arena, Ankara Durata: 2h:12 - Spettatori: 13 040 | Serbia | 3 - 2 | Turchia | 21-25, 25-21, 25-21, 22-25, 15-13 |

## Classifica finale
| Pos     | Squadra     | Rosa |
| ------- | ----------- | --- |
| Oro     | Serbia      | Formazione: 1 Buša, 2 Lazović, 5 M. Popović, 8 Mirković, 9 Mihajlović, 10 Ognjenović, 11 Veljković, 12 Pušić, 13 Bjelica, 14 Aleksić, 17 S. Popović, 18 Bošković, 19 Milenković, 20 Blagojević, CT: Terzić                     |
| Argento | Turchia     | Formazione: 2 Aköz, 3 Özbay, 5 Ercan, 6 Akman, 7 Baladın, 9 İsmailoğlu, 11 Aydemir, 12 Yılmaz, 13 Boz, 14 Erdem, 18 Güneş, 20 Sarıoğlu, 21 Yıldırım, 99 Karakurt, CT: Guidetti                                                 |
| Bronzo  | Italia      | Formazione: 1 Sorokaite, 5 Malinov, 6 De Gennaro, 7 Folie, 8 Orro, 10 Chirichella, 11 Danesi, 13 Fahr, 15 Nwakalor, 16 Bosetti, 17 Sylla, 18 Egonu, 20 Parrocchiale, 21 Enweonwu, CT: Mazzanti                                 |
| 4       | Polonia     | Formazione: 2 Grajber, 3 Alagierska, 5 Kąkolewska, 6 Łukasik, 8 Stenzel, 9 Stysiak, 10 Efimienko, 13 Maj, 14 Wołosz, 15 Wójcik, 16 Kurnikowska, 17 Smarzek, 18 Zaroślińska, 20 Pleśnierowicz, CT: Nawrocki                     |
| 5       | Paesi Bassi | Formazione: 1 Knip, 3 Beliën, 4 Plak, 5 De Kruijf, 6 Grothues, 7 Lohuis, 9 Schoot, 10 Slöetjes, 11 Buijs, 12 Bongaerts, 14 Dijkema, 18 Jasper, 19 Daalderop, 22 Koolhaas, CT: Morrison                                         |
| 6       | Germania    | Formazione: 2 Kästner, 3 Hanke, 5 Poll, 6 Geerties, 8 Drewniok, 9 Alsmeier, 10 Stigrot, 11 Lippmann, 14 Schölzel, 16 Bock, 17 Pogany, 19 Vanjak, 21 Weitzel, 22 Gründing, CT: Koslowski                                        |
| 7       | Russia      | Formazione: 1 Lazarenko, 3 Efimova, 4 Čikrizova, 6 Zarjažko, 7 Romanova, 8 Hončarova, 9 Galeeva, 11 Kurilo, 13 Starceva, 14 Fetisova, 16 Voronkova, 18 Il'čenko, 19 Chaleckaja, 26 Lazareva, CT: Pankov                        |
| 8       | Bulgaria    | Formazione: 1 G. Dimitrova, 2 N. Dimitrova, 3 Petrova, 6 Paskova, 7 Kitipova, 8 Barakova, 10 M. Todorova, 12 Karakaševa, 14 Milanova, 15 Ž. Todorova, 16 Vasileva, 17 Bečeva, 20 Krivošijska, 23 Račkovska, CT: Petkov         |
| 9       | Belgio      | Formazione: 2 Van Sas, 3 Herbots, 4 Lemmens, 7 Van Gestel, 8 Grobelna, 10 Sobolska, 11 Ruysschaert, 12 Strumilo, 13 Janssens, 16 Goliat, 17 van de Vyver, 19 Van Avermaet, 20 Guilliams, 21 Stragier, CT: Vande Broek          |
| 10      | Azerbaigian | Formazione: 2 Dorošenko, 5 O. Əliyeva, 6 Əbdüləzimova, 7 Charčenko, 8 Ruban, 9 Bezsonova, 14 Besman, 17 Rəhimova, 18 Alishanova, 19 B. Əliyeva, 20 Stepanenko, 22 Kiryliuk, CT: Caprara                                        |
| 11      | Croazia     | Formazione: 1 Sain, 2 Stanović, 4 Butigan, 5 Božičević, 9 Mlinar, 10 Ikić, 11 Popović, 12 Dumančić, 13 Fabris, 14 Šamadan, 15 Brčić, 17 Deak, 18 Klarić, CT: Santarelli                                                        |
| 12      | Slovacchia  | Formazione: 2 Koseková, 3 Hudecová, 4 Hrončeková, 6 Palgutová, 7 Španková, 8 Kijaková, 9 Pencová, 10 Herelová, 12 Radosová, 13 Ovečková, 14 Szabóová, 15 Fričová, 16 Jančová, 22 Kostelanská, CT: Fenoglio                     |
| 13      | Romania     | Formazione: 1 Baciu, 2 Rogojinaru, 3 Buterez, 4 Tătaru, 5 Rus, 6 Albu, 7 Iancu, 8 Budăi-Ungureanu, 9 Neaga, 10 Trică, 11 Țucmeanu, 12 Faleş, 15 Ciucu, 18 Onyejekwe, CT: Pedullà                                               |
| 14      | Grecia      | Formazione: 2 Artakianou, 5 Oikonomidou, 6 Diōtī, 7 Lamprousī, 8 Konomī, 9 Strantzalī, 10 Merteki, 11 Vasilantōnakī, 12 Papafōtiou, 13 Totsidou, 14 Christodoulou, 16 Kalantatze, 18 Emmanouilidou, 20 Vlachakī, CT: Hernández |
| 15      | Spagna      | Formazione: 1 Berbel, 2 Corral, 4 Rivero, 5 Sánchez, 6 De Blas, 7 Elizaga, 10 Castellano, 11 Caro, 13 González, 14 Priante, 16 Segura, 17 Escamilla, 18 Llabrés, 20 Montoro, CT: Saurín                                        |
| 16      | Slovenia    | Formazione: 1 Mori, 2 Grudina, 3 Vovk, 4 Janežič, 6 Zdovc Sporer, 7 Mikl, 8 Zatkovič, 9 Mlakar, 10 Najdić, 11 Pintar, 12 Ščuka, 16 Eržen, 18 Planinšec, 20 Potokar, CT: Chiappini                                              |
| 17      | Ucraina     | Formazione: 2 Karpec', 3 Truškina, 4 Politans'ka, 5 Denysova, 7 Lydjaeva, 8 Krajduba, 9 Herasymova, 11 Stepanjuk, 12 Karas'ova, 16 Kodola, 17 Peretjat'ko, 18 Velykokon', 21 Rychljuk, 22 Nikolajčuk, CT: Jegiazarov           |
| 18      | Finlandia   | Formazione: 1 Koskelo, 3 Loikkanen, 4 Kosonen, 5 Kokkonen, 6 Madsen, 7 Riikilä, 8 Alanko, 9 Kylmäaho, 10 Pihlajamäki, 11 Karhu, 12 Korhonen, 13 Czakan, 14 Laakkonen, 16 Sievänen, CT: Kangasniemi                             |
| 19      | Svizzera    | Formazione: 1 Lengweiler, 3 Zaugg, 4 Schottroff, 5 Deprati, 6 Matter, 7 Pierret, 8 Storck, 9 Brunner, 10 Sulser, 12 Trösch, 13 Staffelbach, 14 Künzler, 20 Wassner, 21 Engel, CT: Lippuner                                     |
| 20      | Ungheria    | Formazione: 1 Szakmáry, 2 Tóth, 5 Molcsányi, 6 Gyimes, 7 Sándor, 8 Tálas, 9 Dékány, 11 Török, 14 Németh, 15 Liliom, 16 Nagy, 17 Bleicher, 18 Pekárik, 22 Miklai, CT: de Brandt                                                 |
| 21      | Francia     | Formazione: 2 Cazaute, 3 Giardino, 4 Bauer, 5 Martin, 9 Stojiljković, 11 Gicquel, 15 Sylves, 16 Fidon, 17 Dascalu, 22 Moreels, 23 Olinga-Andela, 45 Ndoye, 59 Steux, 99 Gelin, CT: Rousseaux                                   |
| 22      | Bielorussia | Formazione: 1 Kostjučik, 3 Stoljar, 4 Kalinovskaja, 5 Klimovič, 6 Harėlik, 7 Fedorinčik, 8 Sokol'čik, 9 Il'juta, 10 Pavljukovskaja, 11 Klimec, 12 Kononovič, 15 Markevič, 17 Šaš, 18 Minjuk, CT: Chil'ko                       |
| 23      | Estonia     | Formazione: 1 Peit, 2 Bahmatšev, 3 Mõnnakmäe, 4 Miilen, 5 Kullerkann, 7 Hollas, 8 Peit, 9 Ennok, 10 Pajula, 11 Laak, 12 Nõlvak, 14 Kiisk, 15 Moor, 17 Haidla, CT: Ojamets                                                      |
| 24      | Portogallo  | Formazione: 1 Cavalcanti, 2 Duarte, 3 Lopes, 6 Monteiro, 7 Durão, 8 Rodrigues, 10 Hurst, 11 Resende, 12 Basto, 14 Rodrigues, 15 Kavalenka, 17 Maio, 18 Gomes, 20 Afonso, CT: Santos                                            |

|  |  |  | Qualificata al campionato europeo 2021. |

## Premi individuali
| Premio                 | Nome                 | Squadra |
| ---------------------- | -------------------- | ------- |
| MVP                    | Tijana Bošković      | Serbia  |
| Miglior palleggiatrice | Maja Ognjenović      | Serbia  |
| Miglior opposto        | Tijana Bošković      | Serbia  |
| Miglior schiacciatrice | Brankica Mihajlović  | Serbia  |
| Miglior schiacciatrice | Myriam Sylla         | Italia  |
| Miglior centrale       | Eda Erdem            | Turchia |
| Miglior centrale       | Agnieszka Kąkolewska | Polonia |
| Miglior libero         | Simge Aköz           | Turchia |